# Sandro Cherchi
Sandro Cherchi (Genova, 1911 – Torino, 1998) è stato uno scultore italiano.Molte sue opere si trovano nel Museo Fortunato Calleri di Catania.

## Biografia
Compiuti gli studi superiori al liceo classico "D'Oria" di Genova, frequentò poi l'Accademia Ligustica di Genova, città che visse una splendida stagione culturale tra la fine dell'Ottocento e i primi decenni del Novecento. Si trasferì a Milano nel 1935, dove conobbe artisti quali Aligi Sassu, Renato Birolli, Giacomo Manzù, Ernesto Treccani, con cui diede origine al movimento artistico "Corrente", tra il 1938 e il 1943, il cui intento condiviso era di confrontarsi con la cultura moderna europea, ripudiando l'isolamento culturale imposto dalla politica fascista e promuovendo forme nuove di libertà espressiva, basata su linee del post-impressionismo proprio di Ensor, Van Gogh e dagli espressionisti tedeschi.
Nel 1946 divenne professore presso l'Accademia di Genova. Nel 1948 acquisì la cattedra di scultura all'Accademia Albertina di Torino e, per la prima volta, partecipò alla Biennale di Venezia, alla quale venne nuovamente invitato nel 1950. 
Nel 1951 si trasferì a Torino e prese parte alle Biennali di San Paolo del Brasile e di Alessandria d'Egitto. Nel 1958 vinse un premio acquisto alla sesta edizione del Premio Spoleto.
Fin dai suoi capolavori giovanili, Cherchi introdusse e conservò una linea di sviluppo coerente, toccando un momento culminante nelle opere dell'ultimo periodo con l'impostazione del rapporto uomo-paesaggio. 
Molte delle sue opere furono create per essere collocate in luoghi pubblici, quali ad esempio Immagine e struttura nel ferro e nell'acciaio, 1959 (Repubblica di San Marino), e Figura nel paesaggio, 1989 (Parco della Pellerina, Torino).

## L'archivio storico
Nel 1991 a Torino l'artista fiorentino Mario Gomboli fonda l'archivio storico Sandro Cherchi.

Tra le attività dell'archivio vi sono le pubblicazioni della casa editrice "La Pazza", saggi e periodici dedicati all'artista genovese:
- Cherchi e Cherchi (opere di Sandro Cherchi e poesie del fratello Luciano Cherchi), 1991
- Postilla: periodico dell'Archivio storico Sandro Cherchi, 1992 - 1996
- Sandro Cherchi: 1955 Davide Diana e dintorni, 1995
- Quaderni, 1995